# سانتا رزا ولی (کالیفرنیا)
سانتا رزا ولی (به انگلیسی: Santa Rosa Valley) یک منطقهٔ مسکونی در ایالات متحده آمریکا است که در شهرستان ونتورا، کالیفرنیا واقع شده‌است. سانتا رزا ولی ۱۷٫۷۶۹ کیلومتر مربع مساحت و ۳٬۳۳۴ نفر جمعیت دارد و ۱۳۱٫۹۸ متر بالاتر از سطح دریا واقع شده‌است.